# Сент-Енох (станция метро)
«Сент-Енох» (англ. St. Enoch) — одна из 15 станций Метрополитена Глазго.
Станция расположена так, что не имеет прямой связи с основной линией железной дороги Глазго, однако находится примерно на полпути между центральным железнодорожным вокзалом Глазго-сентрал (англ. Glasgow Central station) и железнодорожной станцией Argyle Street, в нескольких минутах ходьбы от обоих.

## Старое здание

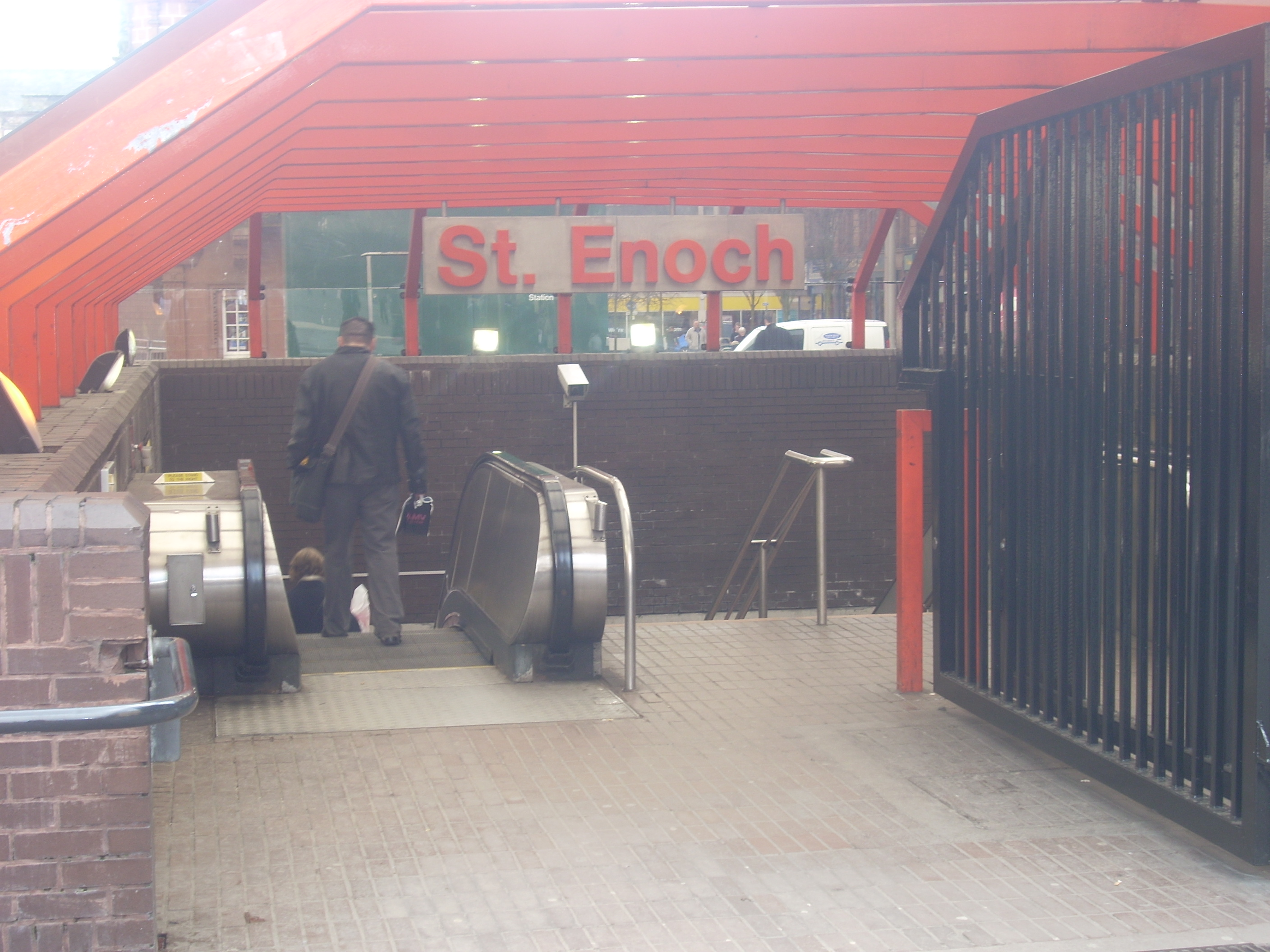
Вход на станцию «Сент-Енох»

В наземной части здания вокзала ранее располагалась билетная касса и штаб-квартира подземной железной дороги Глазго.
Самая отличительная особенность архитектуры старого здания метро — богатая отделка в позднем викторианском стиле из красного песчаника, разработанного Д. Миллером (англ. James Miller) в 1896 году. Оно существует до сих пор и было тщательно сохранено во время модернизации метро в 1977 году.
Здание перестало использоваться в качестве билетной в кассы после модернизации 1977—1980-х годов и стало информационным центром транспортных перевозок. В 2009 году в старом здании было открыто кафе, принадлежащее сети Caffè Nero. В настоящее время старое здание станции находится под защитой как исторический объект.

## Новое здание
Вход на станцию теперь возможен через пару навесов, по одному на каждой стороне — это единственная станция, где есть подземный кассовый зал.
Станция, изначально построена с одной островной платформой, которая, при модернизации была заменена двумя боковыми платформами.